# Cerkiew Świętych Apostołów Piotra i Pawła w Sobiatynie
Cerkiew Świętych Apostołów Piotra i Pawła (znana też pod wezwaniem Opieki Matki Bożej) – prawosławna cerkiew cmentarna w Sobiatynie. Należy do parafii Przemienienia Pańskiego w Sasinach, w dekanacie Bielsk Podlaski diecezji warszawsko-bielskiej Polskiego Autokefalicznego Kościoła Prawosławnego. 
Drewniana cerkiew cmentarna w powiecie siemiatyckim na Podlasiu. Należy do najstarszych świątyń prawosławnych w Polsce.

## Opis
Cerkiew powstała prawdopodobnie około 1672 (wówczas była wzmiankowana po raz pierwszy). Jej opis wykonany w czasie wizytacji duszpasterskiej w 1727 informuje, że odgrywała rolę świątyni pomocniczej parafii św. Mikołaja w Milejczycach.
Cerkiew została wzniesiona z drewna, o konstrukcji wieńcowej, na planie prostokąta. Składa się z korpusu głównego o trójbocznej zamkniętej części ołtarzowej, nakrytego dachem dwuspadowym krytym gontem oraz niższego przedsionka, nad którym wznosi się czworoboczna dzwonnica z czterema dzwonami. W środku znajduje się skromny, eklektyczny ikonostas z XX w. z ikonami: św. Jana Złotoustego, św. Szczepana diakona, św. Romana diakona, św. Barbary. W cerkwi również znajdują się też ikony: Chrystusa Pantokratora pochodząca z XVIII w. oraz Świętych Piotra i Pawła z drugiej połowy XIX w.
Na początku XX w. świątynia (należąca już w tym czasie do parafii w Sasinach) została wyremontowana i ponownie poświęcona. Kolejne remonty cerkwi miały miejsce w 1969, w 1976 (po włamaniu do cerkwi) oraz w latach 2012–2013.
Cerkiew wpisano do rejestru zabytków 8 sierpnia 1972 pod nr A-109.
Świątynię otacza cmentarz założony na przełomie XVII i XVIII wieku o powierzchni 1,9 ha.